# Acadië
Acadië (Frans: Acadie) was een gebied in het noordoosten van Noord-Amerika, dat beheerd werd door Frankrijk. Acadië bestond uit delen van het oosten van Quebec, New Brunswick, Nova Scotia, het huidige New England en verder naar het zuiden toe het tegenwoordige Philadelphia. De Franse regering definieerde het gebied als het land langs de Atlantische kust tussen de 40e en 46e breedtegraad. Het gebied werd later opgesplitst in de dertien Britse koloniën, die later staten van de Verenigde Staten zouden worden, en de provincies die een deel van Canada zouden worden.
De eerste Europese kolonisten kwamen uit het gebied van Pleumartin tot Poitiers in het departement Vienne in het westelijk deel van Midden-Frankrijk. De eerste nederzetting in Acadië werd in opdracht van koning Hendrik IV van Frankrijk gesticht door Pierre Dugua en Samuel de Champlain, op het eiland Ile Sainte Croix in 1604. Het volgend jaar werd de nederzetting na een moeilijke overwintering, waarbij verscheidene kolonisten overleden als gevolg van scheurbuik, verhuisd naar Port Royal aan de Fundybaai. In 1608 volgden vele kolonisten De Champlain naar het noorden waar hij de stad Quebec stichtte.
De Fransen namen het land over van de Abenaki-indianen. In 1654 benoemde koning Lodewijk XIV de aristocraat Nicholas Denys als gouverneur van Acadië. Britse kolonisten veroverden Acadië gedurende de Oorlog van koning Willem, maar gaven het weer terug aan Frankrijk als deel van de vredesovereenkomst. De Britten veroverden het opnieuw gedurende de Oorlog van koningin Anna en het werd definitief Brits bij de Vrede van Utrecht in 1713.
Op 23 juni van dat jaar, gaven de Britten de Franse bewoners van Acadië het ultimatum om binnen een jaar hun trouw aan de Britse koning te zweren, of het gebied te verlaten. In ongeveer dezelfde tijd begonnen de Fransen de vesting Louisbourg te bouwen op Cape Bretoneiland, hun kolonie Ile-Royale dat ze bij de Vrede van Utrecht behouden hadden. Daarmee gaven ze aan dat ze voorbereid waren op toekomstige vijandelijkheden. Als gevolg daarvan werden de Britten ernstig bezorgd over de loyaliteit van de Franse bewoners onder hun bestuur.
Toen in 1755 de Franse en Indiaanse oorlog uitbrak, brandden de Britten de huizen af van Acadiërs die nog geen trouw hadden gezworen aan de Britse koning. Diegenen die daarna nog weigerden, werden uit Nova Scotia verbannen. Ongeveer zes- tot zevenduizend Acadiërs vertrokken naar Frankrijk (onder andere naar Belle-Île-en-Mer) of naar de dertien Amerikaanse koloniën. Anderen vluchtten naar de binnenlanden van Nova Scotia of naar andere delen van Canada.
Veel verbannen Acadiërs kwamen uiteindelijk terecht in Louisiana, dat toen nog onder Frans bestuur stond. Ze vormden de kern van de Franstalige bewoners van Louisiana, die later Cajuns worden genoemd. De naam "Cajun" is een verbastering van het Engelse woord voor Acadiër, "Acadian", en wordt zowel door Engels- als Franstaligen gebruikt. Na het eind van de Franse en Indiaanse oorlog lieten de Britten sommige Acadiërs terugkeren naar Nova Scotia, maar dit was een kleine minderheid.

## Herkomst van de naam Acadië
Giovanni da Verrazzano gaf het gebied de naam Acadië. Een van de theorieën is dat op de 16e-eeuwse kaart, die hij gebruikte gedurende zijn reis langs de Atlantische kust, het aangrenzende land aangeduid werd met het Griekse woord "Arcadie" (land van overvloed; zie ook Arcadië). Een andere theorie is dat Acadië is afgeleid van het woord voor "plaats" in de taal van de Micmac-Indianen, dat uitgesproken wordt als "akatie".